# Hydrilla
Hidrila (Hydrilla) é um género botânico pertencente à família hydrocharitaceae.

## Espécies
- Hydrilla asiatica
- Hydrilla japonica
- Hydrilla lithuanica
- Hydrilla ovalifolica
- Hydrilla verticillata

1. ↑  «Hydrilla verticillata | Plantas Invasoras em Portugal». invasoras.pt. Consultado em 17 de janeiro de 2024
2. ↑  «Hydrilla — World Flora Online». www.worldfloraonline.org. Consultado em 19 de agosto de 2020